# Quantenpunktkontakt
Ein Quantenpunktkontakt (engl. Quantum Point Contact; QPC) ist eine Verjüngung zwischen zwei ausgedehnten leitfähigen Bereichen, deren Breite im Bereich der Elektronenwellenlänge liegt. Er wurde erstmals 1988 von Bart van Wees, Henk van Houten, Carlo Beenakker und Kollegen von der TU Delft und Philips Research und unabhängig von David Wharam und Mitautoren am Cavendish-Laboratorium untersucht. Heute stellen Quantenpunktkontakte ein grundlegendes Bauelement für Transportuntersuchungen in mesoskopischen Strukturen dar.

## Aufbau
Ein Quantenpunktkontakt ist ein eindimensionales quantenmechanisches Gebilde, ähnlich dem Quantendraht. Er kann beispielsweise durch  Aufbringen zweier nahe beieinander liegender metallischer Kontakte (Gates) auf einen modulationsdotierten (Al)GaAs-Wafer hergestellt werden. Durch Anlegen einer elektrischen Spannung an die Gates reduziert sich das zweidimensionale Elektronengas der GaAs-Heterostruktur zu einer Dimension und wird drahtförmig.
Wird Strom durch den Quantenpunktkontakt geleitet, so nehmen am Ladungstransport in n-dotierten Halbleitern und Metallen praktisch nur Elektronen nahe der Fermikante teil. Dies gilt umso strenger, je niedriger die Temperatur verglichen mit der Fermitemperatur ist. Den am Transport teilnehmenden Elektronen kann eine einheitliche Fermiwellenlänge zugewiesen werden. Da nur Elektronen einer bestimmten Wellenlänge am Transport teilnehmen, zeigt der Quantenpunktkontakt ähnliche Eigenschaften wie ein Hohlleiter.

## Quantelung des Leitwerts
Bei Variation der Breite des Quantenpunktkontakts durch Veränderung der an die metallischen Gates angelegten Spannung kann stets nur eine ganze Zahl von Moden am Transport teilnehmen. Jeder dieser Kanäle trägt zum elektrischen Leitwert bei. Da jede Mode einem quantenmechanischen Zustand entspricht, kann diese wegen des Pauli-Prinzips zu einem bestimmten Zeitpunkt nur von jeweils zwei Elektron besetzt werden, eines in jeder der beiden möglichen Spinausrichtungen. Dies führt dazu, dass der elektrischer Leitwert bei Veränderung der Gatespannung in Stufen von {\displaystyle 2e^{2}/h} zunimmt. Diese Konstante bezeichnet man als Leitwertsquant.